# Фитчия прекрасная
Фитчия прекрасная, или Фичия прекрасная (лат. Fitchia speciosa) — вид растений из семейства Asteraceae. Относится к роду Fitchia, виды которого произрастают на некоторых тихоокеанских островах.

## Распространение
Эндемик острова Раротонга (острова Кука). Также Fitchia speciosa высаживали на Гавайях.

## Общие сведения
Дерево высотой как правило до 3,6 м, отдельные экземпляры достигают 6 м. Цветет с апреля по июнь. Нектар этого растения является любимой пищей раротонгского аплониса, вида птиц, также являющегося эндемиком острова Раротонга.
Этот кустарник доминирует в подлеске тропических влажных лесов островов Кука.
В кариотипе 45 пар хромосом.